# دهستان آوینورمه
دهستان آوینورمه (به لاتین: Avinurme Parish) یک دهستان در استونی است که در شهرستان ایدا-ویرو واقع شده‌است.

## خصوصیات
دهستان آوینورمه ۱۹۰ کیلومترمربع مساحت و ۱٬۵۳۶ نفر جمعیت دارد.